# ウォー (バンド)
ウォー（War）は、アメリカ合衆国のファンク・バンド。デビュー時は、元アニマルズのエリック・バードンとともに結成された。代表曲には「シスコ・キッド」「ロー・ライダー」「仲間よ目をさませ!（Why Can't We Be Friends?）」などがある。

## 略歴
「エリック・バードン&ウォー」として1970年にデビューした。メンバーは多様な人種によって構成され、ラテン、ファンク、R&B、レゲエ等を融合させた独自のファンク・ミュージックを生み出した。同年に発表した「スピル・ザ・ワイン」がヒットし、初めて注目された。
1972年には「世界はゲットーだ」「シスコ・キッド」の2曲がヒットし、アルバム『世界はゲットーだ』も翌1973年のアルバム・チャートで上位に入る大ヒットとなった。日本ではなかなかヒットに恵まれなかったが、1973年の「ジプシー・マン」は、日本でも唯一の小ヒットとなっている。1975年には、国家間や人種間の対立解消というテーマを素朴に訴えかけた「仲間よ目をさませ!（Why Can't We Be Friends?）」をリリースした。同曲の歌詞に込められた多人種混合バンドのポジティブなメッセージは、アメリカ全土で多くの共感を呼び、ヒットを記録した。1976年にも「サマー」がヒットしたが、70年後半のディスコ・ブーム時は、他の多くのベテラン・ソウル・ミュージシャンと同様、ウォーも精彩を欠いていた。
ディスコ・ブームが終了したころの1982年に、ウォーは「ユー・ガット・ザ・パワー」をソウル・チャートでヒットさせた。1990年代には、特にLAのチカーノ系DJ、ラッパーやR&Bミュージシャンにより、サンプリングという形式でウォー・サウンドが掘り起こされ、再び脚光を浴びた。
なおバンド自体は1980年代に、バンド名の使用権を法的に認められたキーボードのロニー・ジョーダンが唯一のオリジナル・メンバーとして率いる「ウォー」と、ハロルド・ブラウン（ドラム）、ハワード・スコット（ギター）、リー・オスカー（ハーモニカ）、B.B.ディッカーソン（ベース）ら４人のオリジナル・メンバーを含む「ローライダー・バンド（Lowrider Band）」に分裂、うちディッカーソンは2021年4月2日に亡くなった。

## ディスコグラフィ

### スタジオ・アルバム
- 『宣戦布告』 - Eric Burdon Declares "War" (1970年) ※エリック・バードン&ウォー名義
- 『エリック・バードンの黒い世界!!』 - The Black-Man's Burdon (1970年) ※エリック・バードン&ウォー名義
- 『ウォー』 - War (1971年)
- 『オール・デイ・ミュージック』 - All Day Music (1971年)
- 『世界はゲットーだ!』 - The World Is a Ghetto (1972年)
- 『デリヴァー・ザ・ワード』 - Deliver the Word (1973年)
- 『ホワイ・キャント・ウィ・ビー・フレンズ?』 - Why Can't We Be Friends? (1975年)
- 『ラヴ・イズ・オール・アラウンド』 - Love Is All Around (1976年) ※エリック・バードン&ウォー名義
- 『プラチナ・ファンク』 - Platinum Jazz (1976年)
- 『ギャラクシー』 - Galaxy (1977年)
- 『ヤングブラッド』 - Youngblood (Original Motion Picture Soundtrack) (1978年)
- 『ミュージック・バンド』 - The Music Band (1979年)
- 『ミュージック・バンド2』 - The Music Band 2 (1979年)
- 『アウトロウ』 - Outlaw (1982年)
- The Music Band – Jazz (1983年)
- 『ライフ』 - Life (is So Strange) (1983年)
- Where There's Smoke (1985年)
- 『ピース・サイン』 - Peace Sign (1994年)
- Evolutionary (2014年) ※ディスク2は『グレイテスト・ヒッツ』の再発

### ライブ・アルバム
- 『狂熱のライブ』 - War Live (1973年)
- 『ライヴ・インLA』 - The Music Band Live (1980年)
- Greatest Hits Live (2008年)

### コンピレーション・アルバム
- 『グレイテスト・ヒッツ』 - Greatest Hits (1976年)
- Platinum Jazz (1976年)
- The Best of the Music Band (1982年)
- The Best of War... and More (1987年)
- 『ウォー・イズ・カミング1』 - War Is Coming! I - The Best Of War (1996年)
- 『ウォー・イズ・カミング2』 - War Is Coming! II - The Best Of War (1996年)
- The Best of Eric Burdon and War (1996年)
- Anthology (1970–1994) (1996年)
- 『グルーヴス&メッセージス〜グレイテスト・ヒッツ』 - Grooves and Messages (1999年)
- 『ヴェリー・ベスト・オブ・ウォー』 - The Very Best of War (2003年)
- Icon: The Hits (2010年)
- Icon 2: The Hits & More (2011年)

### シングル
- 「スピル・ザ・ワイン」 - "Spill the Wine" (1970年) ※エリック・バードン&ウォー名義
- 「我が音楽は死なず」 - "They Can't Take Away Our Music" (1970年) ※エリック・バードン&ウォー名義
- 「黒くぬれ」 - "Paint It Black" (1971年) ※エリック・バードン&ウォー名義
- 「太陽の子供達」 - "Sun Oh Sun" (1971年)
- 「オール・デイ・ミュージック」 - "All Day Music" (1971年)
- 「ビベカ」 - "Vibeka" (1971年)
- 「暗闇へつっ走れ」 - "Slippin' into Darkness" (1972年)
- 「世界はゲットーだ!」 - "The World Is a Ghetto" (1972年)
- 「シスコ・キッド」 - "The Cisco Kid" (1972年)
- 「ジプシー・マン」 - "Gypsy Man" (1973年)
- 「ベイビー・ブラザー」 - "Me and Baby Brother" (1973年)
- 「バエロ」 - "Ballero" (Live) (1974年)
- 「仲間よ目をさませ!」 - "Why Can't We Be Friends?" (1975年)
- 「ロー・ライダー」 - "Low Rider" (1975年)
- "Me and Baby Brother" (reissue) (1976年)
- 「サマー」 - "Summer" (1976年)
- 「愛の戦士」 - "The Seven Tin Soldiers" (1977年)
- 「L.A.サンシャイン」 - "L.A. Sunshine" (1977年)
- 「ギャラクシー」 - "Galaxy" (1978年)
- 「ヘイ・セニョリータ」 - "Hey Señorita" (1978年)
- "Youngblood (Livin' in the Streets)" (1978年)
- "Sing a Happy Song" (1978年)
- 「ミュージック・バンド2」 - "The Music Band 2 (We Are The Music Band)'" (1979年)
- 「グッド・フィーリン」 - "Good, Good, Feelin'" (1979年)
- "I'm the One Who Understands" (1979年)
- "Don't Take It Away" (1979年)
- "I'll Be Around" (1980年)
- "Cinco De Mayo" (1981年)
- 「ユー・ガット・ザ・パワー」 - "You Got The Power" (1982年)
- "アウトロウ" (1982年)
- 「ジャスト・ビコーズ」 - "Just Because" (1982年)
- "Life (Is So Strange)" (1983年)
- "Groovin'" (1985年)
- "Livin' in the Red" (1987年)
- "Low Rider" (Remix by Arthur Baker) (1987年)
- "Peace Sign" (1994年)